# Leucania siamensis
Leucania siamensis är en fjärilsart som beskrevs av Márton Hreblay. Leucania siamensis ingår i släktet Leucania och familjen nattflyn. Inga underarter finns listade i Catalogue of Life.